# پرونگویچه
پرونگویچه (به لهستانی: Proniewicze) یک روستا در لهستان است که در گمینا بیلسک پودلاسکی واقع شده است.